# Semele androgyna
Semele androgyna — вид рослин з родини Холодкові (Asparagaceae), ендемік Мадейри та Канарських островів.

## Опис
Вічнозелений чагарник, який підійматися на верхівки дерев і досягає довжини до 10 метрів. Молоді гілки довжиною від 15 до 30 см несуть дворядні листоподібні філокладії. Форма філокладіїв яйцеподібна або довгасто-ланцетна, поверхня блискуча, консистенція шкіряста. Це дводомна рослина. 2–6 кремово-жовтих квітів утворюють суцвіття. Квіти, як і червонуваті ягоди ростуть на краях філокладіїв. У Semele androgyna var. gayae, які ростуть на Гран-Канарії, квіти розвиваються переважно на поверхні філокладіїв. Період цвітіння: листопад — квітень.

## Поширення
Ендемік архіпелагу Мадейра та Канарських островів.

## Галерея

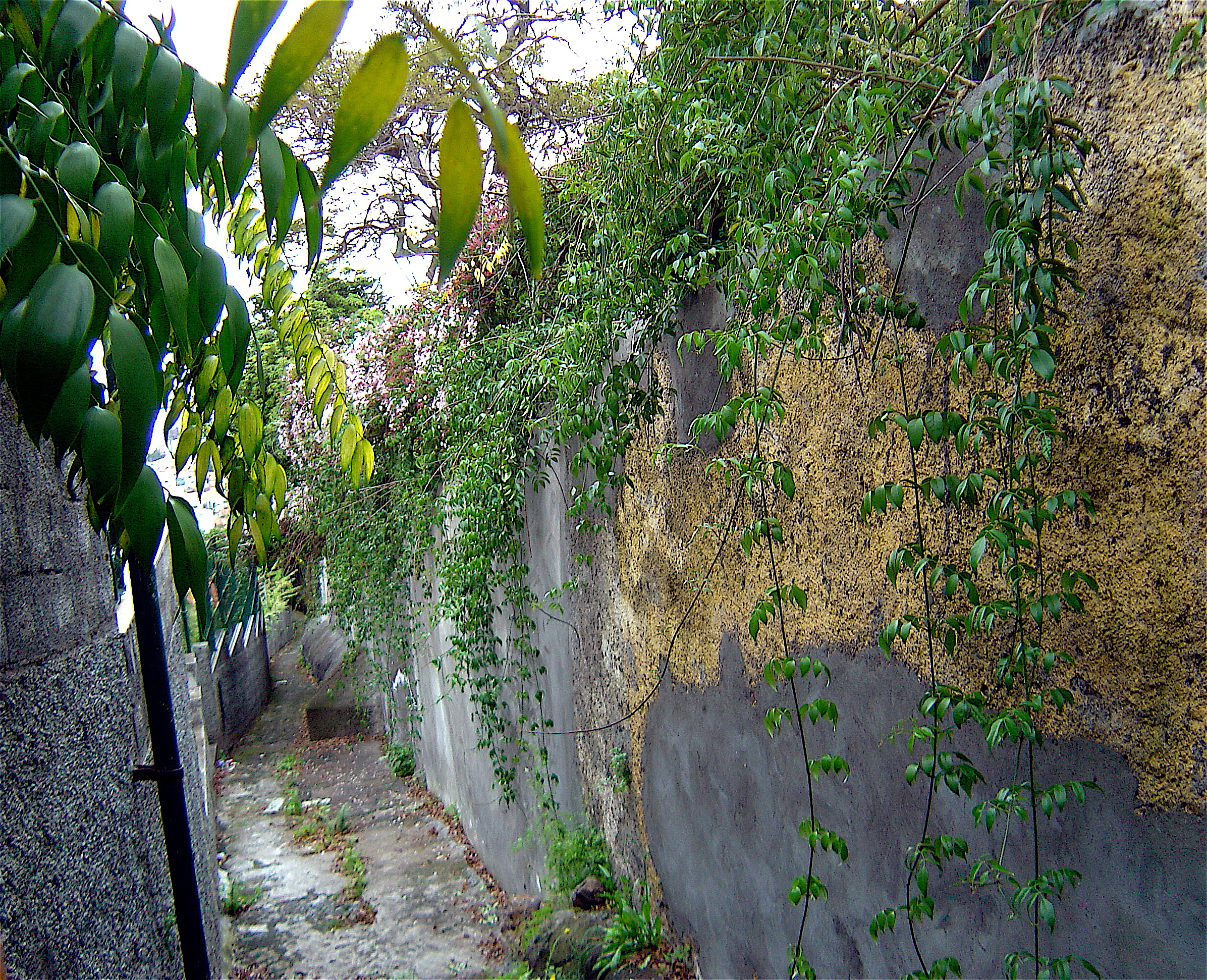
рослина в міському середовищі
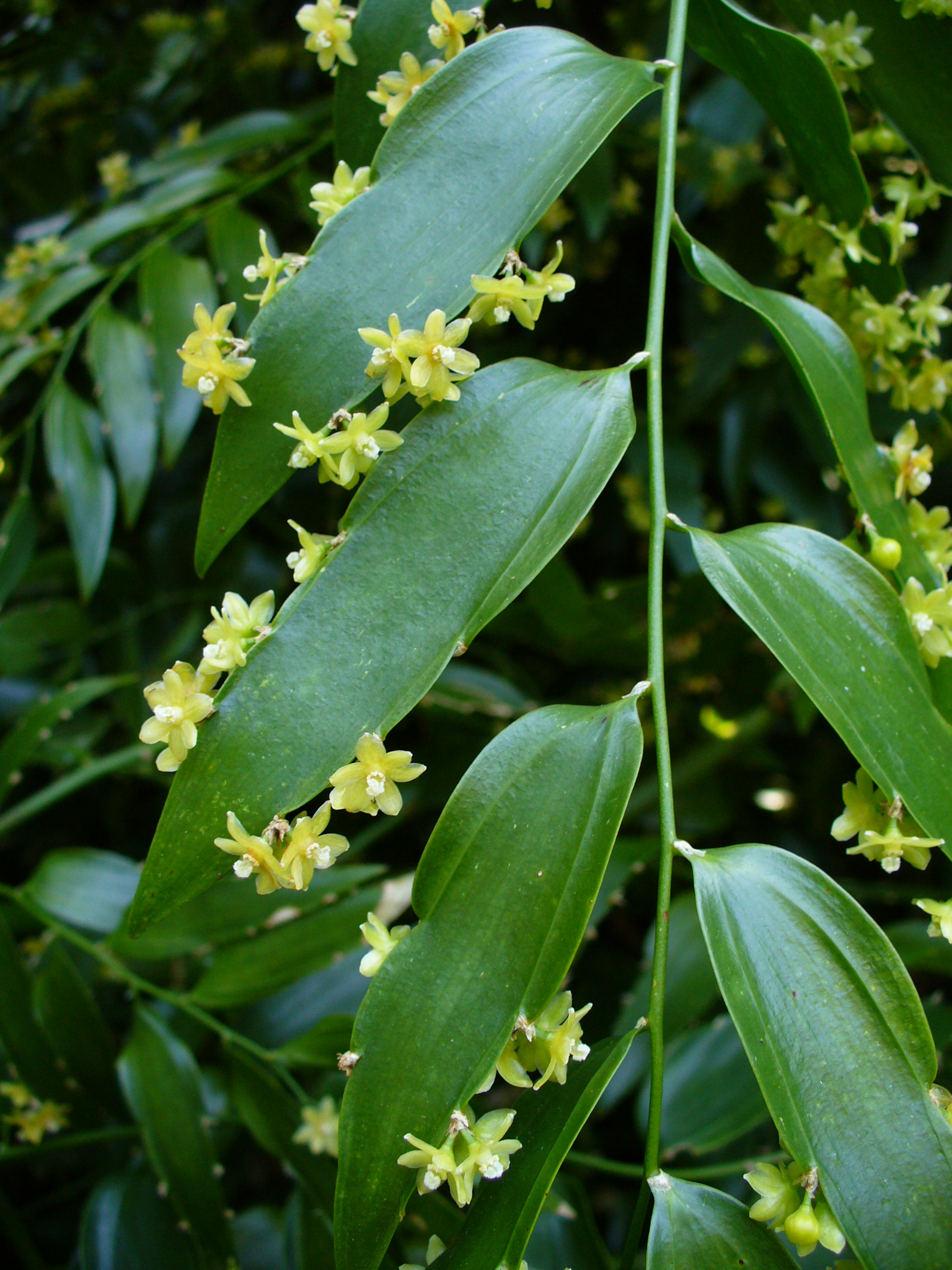
квіти
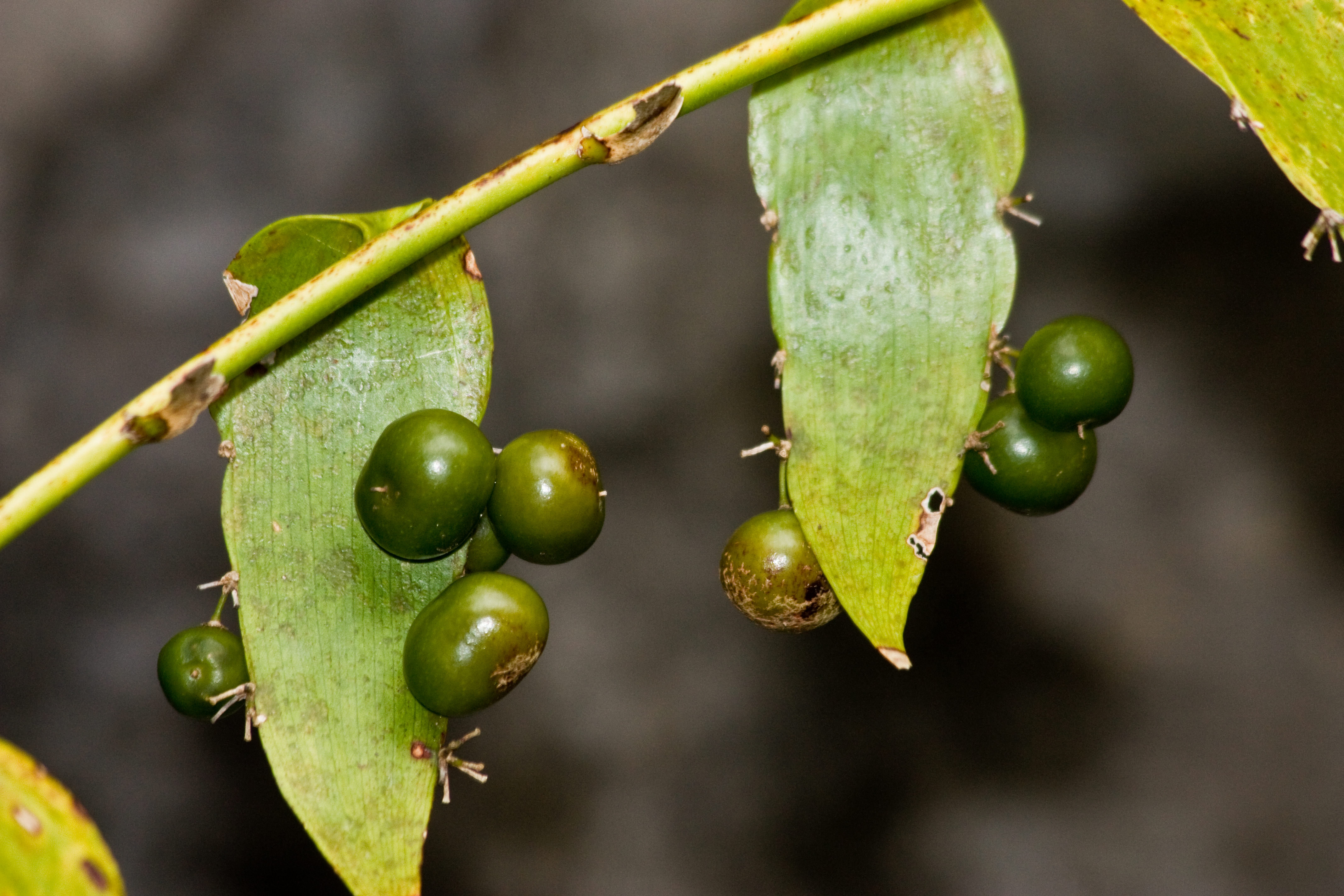
плоди
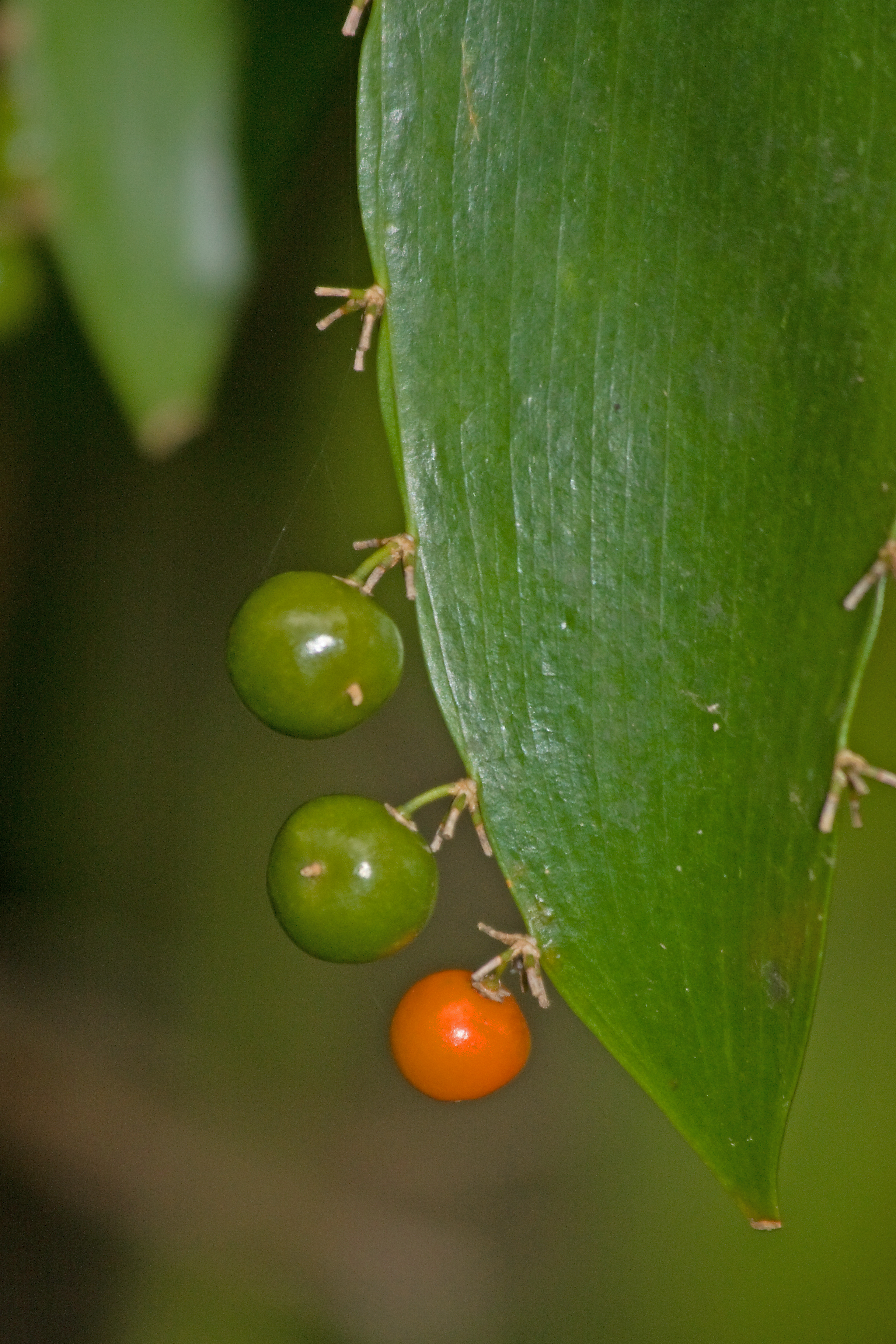
плоди
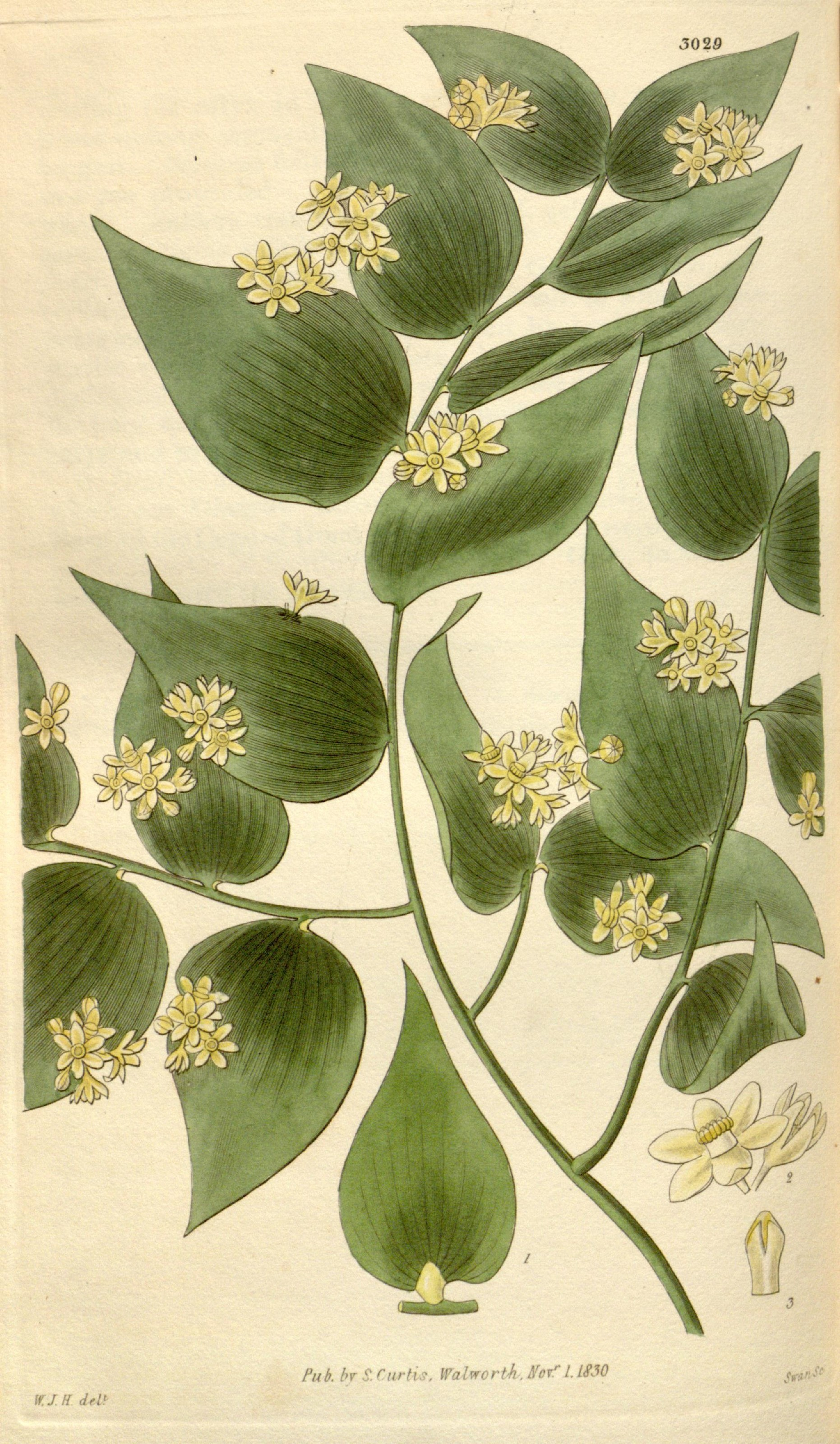
ілюстрація